# 瓦尔道拉
瓦尔道拉（義大利語：Valdaora），是意大利博尔扎诺-上阿迪杰自治省的一个市镇。总面积48平方公里，人口3042人，人口密度63.4人/平方公里（2009年）。ISTAT代码为021106。